# 约翰·埃德曼
约翰·埃德曼（瑞典語：Johan Edman，1875年3月29日—1927年8月19日），瑞典男子拔河运动员。他曾代表瑞典参加1912年夏季奥林匹克运动会拔河比赛，获得一枚金牌。